# Shlomo Sand

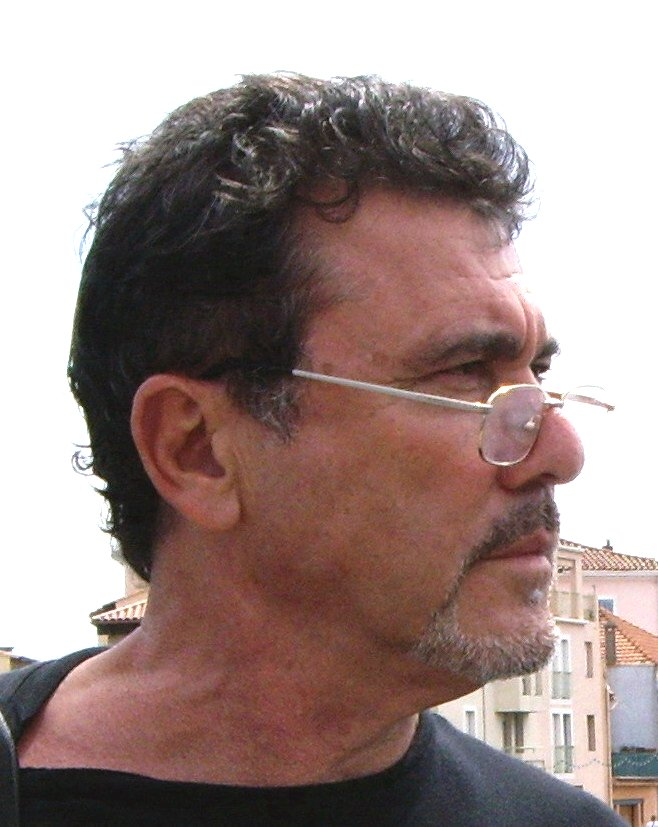
Shlomo Sand

Shlomo Sand (Hebreeuws: שלמה זנד) (Linz, Oostenrijk, 10 september 1946) is een Israëlische geschiedkundige en als zodanig hoogleraar aan de Universiteit van Tel Aviv. Zijn belangrijkste lesgebieden zijn film en geschiedenis, Franse intellectuele geschiedenis alsmede natie en nationalisme.

## Biografie
Sand werd geboren in Oostenrijk, uit Pools-Joodse overlevenden van de Holocaust. Zijn ouders hadden communistische en anti-imperialistische denkbeelden en weigerden compensatie te ontvangen van Duitsland voor hun lijden tijdens de Tweede Wereldoorlog. Zijn vader was actief in de Israëlische Communistische Partij. Sand bracht zijn jeugd door in een opvangkamp voor ontheemden (displaced persons camp), en verhuisde in 1948 met zijn familie naar Jaffa. Hij werd op zijn zestiende jaar van school verwijderd, en sloot zijn middelbare school (bagrut) pas af na zijn militaire dienst. Zijn militaire ervaring gedurende de oorlog van 1967, en de verveling daarna, bracht hem ertoe de Israëlische communistische jeugdorganisatie Banki te verlaten en in 1968 lid te worden van de radicalere, en anti-zionistische, Matzpen. Sand trad uit de Matzpen in 1970 omdat hij gedesillusioneerd was in de organisatie.
Hij wees een aanbod van de communistische partij Rakah (nu Maki) af om filmstudies in Polen te verrichten, en in 1975 studeerde Sand geschiedenis aan de Universiteit van Tel Aviv. Van 1975 tot 1985, na een beurs te hebben gewonnen, studeerde hij verder en later doceerde hij in Parijs, hij ontving het doctoraat in de Franse geschiedenis met zijn proefschrift over Georges Sorel en het marxisme. Sinds 1982, heeft Sand gedoceerd aan de Universiteit van Tel Aviv, de Universiteit van Californie in Berkeley en de École des hautes études en sciences sociales in Parijs.
Sand is een criticus van het joodse essentialisme en de tendens binnen het moderne jodendom om de etniciteit als basis van het geloof te beschouwen. Hij ziet zichzelf niet als een anti-zionist maar als een post-zionist. In die hoedanigheid schreef hij in 2008 het boek The Invention of the Jewish People. Hierop volgde The Invention of the Land of Israël in 2012 en een jaar later How I Ceased to Be a Jew.

## "Hoe het Joodse volk werd uitgevonden"

### Onderwerp van het boek
In zijn boek Matai ve’ech humtza ha’am hayehudi? (Frans: Comment le peuple juif fut inventé, "hoe het Joodse volk werd uitgevonden"), probeert Sand te bewijzen "dat het Joodse volk nooit heeft bestaan als een 'natie-ras' met een gemeenschappelijke oorsprong, maar dat het eerder een kleurrijke mix van groepen is die op verschillende tijdstippen in de geschiedenis het Joodse geloof aannamen. Hij beargumenteert dat bij een aantal zionistische ideologen de mythische perceptie van de Joden als een oud volk daadwerkelijk leidde tot echt racistisch denken".
Een component van Sands argumentatie is dat de mensen die de oorspronkelijk in Israël levende Joden waren, in tegenstelling tot wat algemeen wordt gedacht, niet werden verbannen na de Bar Kochba-opstand (132-136). Hij stelt dat veel van de hedendaagse Joodse bevolking afstamt van individuen, en groepen, die zich op latere tijdstippen tot het jodendom hebben bekeerd, zoals de Chazaren. Aanvullend stelt hij dat het verhaal van de verbanning een mythe is, die door vroege christenen is gepromoot om Joden voor het nieuwe geloof te werven. Sand schrijft: "Christenen wilden latere generaties Joden laten geloven dat hun voorouders waren verbannen als straf van God." Sand beargumenteert dat de meeste Joden niet werden verbannen door de Romeinen, en dat hen werd toegestaan in het land te blijven. Hij stelt dat het aantal bannelingen hooguit in de grootte-orde van tienduizenden ligt. Verder betoogt hij dat veel Joden zich (noodgedwongen) bekeerden tot de islam volgend op de Arabische verovering en overheersing, en door de veroveraars werden geassimileerd.
Hij concludeert dat deze oorspronkelijke Joden het werkelijke voorgeslacht van de Palestijnse Arabieren zijn.
Sand verklaart de geboorte van het concept van een Joods volk als volgt: "[o]p een zeker moment in de 19e eeuw namen intellectuelen van Joodse oorsprong in Duitsland, beïnvloed door het volkse karakter van het Duits-Germaanse nationalisme, de taak op zich 'retrospectief' een volk uit te vinden, vanuit de wens een modern Joods volk te creëren. Vanaf de historicus Heinrich Graetz begonnen Joodse historici de geschiedenis van het jodendom op te tekenen als de geschiedenis van een natie die een koninkrijk was, een dolend volk werd en uiteindelijk terugkeerde naar zijn geboortegrond."

### Reacties op de publicatie
Sand wist dat hij, zodra hij zich zou gaan bezighouden met historische perioden die niet tot zijn expertise behoorden, zou worden blootgesteld aan vernietigende kritiek van historici die wél in deze gebieden gespecialiseerd zijn. Toch komt de grootste kritiek vooral van enkele joodse wetenschappers die juist niet in de klassieke geschiedenis van het Jodendom gespecialiseerd zijn. De scherpte van sommige kritiek moet ook in de context worden beschouwd van de partijstrijd die in het Israëlische academische milieu heerst tussen zionisten en post-zionisten.
Israel Bartal, decaan van de faculteit geesteswetenschappen van de Hebreeuwse Universiteit van Jeruzalem, publiceerde een commentaar in Haaretz en schrijft dat Sand's fundamentele thesis en beweringen over de Joodse geschiedenis "ongefundeerd" zijn. Bartal antwoordt op Sand's argumenten "(...) dat geen historicus van de Joods nationalistische beweging ooit heeft geloofd dat de oorsprong van de Joden etnisch en biologisch 'zuiver' is [en dat] Sand marginale posities toepast op het gehele lichaam van de Joodse historiografie en zodoende het bestaan van de centrale posities in de Joods historische wetenschap ontkent." Hij voegt toe: "Het type politieke interventie waar Sand over spreekt, namelijk een doelbewust programma ontworpen om Israëliërs de werkelijke biologische oorsprong van Poolse en Russische Joden te laten vergeten of een richtsnoer voor de promotie van het verhaal van de Joodse' ballingschap uit hun thuisland, is pure fantasie."
Historicus en journalist Tom Segev schreef dat Sand's boek "is bedoeld om het idee te promoten dat Israël een 'staat voor al zijn burgers' – Joden, Arabieren en anderen – zou moeten zijn, in contrast met Israëls zelfverklaarde identiteit van 'Joods democratische' staat", dat het boek over het algemeen "goed geschreven" is en dat het "vele feiten en inzichten die veel Israëliërs zal verbijsteren die ze voor het eerst lezen" bevat.
Anita Shapira, een zionistisch ingestelde historica gespecialiseerd in de zionistische geschiedenis in Israël, schreef: "Sand baseert zijn argumenten op de meest esoterische en controversiële interpretaties, onderwijl proberend de geloofwaardigheid van belangrijke geleerden te ondermijnen door hun conclusies te diskwalificeren zonder enig bewijs aan te voeren." Ze ontkende overigens niet dat joden historisch een etnische diversiteit vormen, maar verweet Sand vooral zijn "universalisme", waar zij het joodse particularisme centraal stelt.
Voor Ofri Ilani "behandelt het meeste van [het] boek niet de uitvinding van het Joodse volk door het moderne Joodse nationalisme, maar eerder de vraag waar de Joden vandaan komen."
De reactie van Shlomo Sand op deze kritiek: "Het is waar dat ik gespecialiseerd ben in de geschiedenis van Frankrijk en Europa, en niet in de oude geschiedenis. (...)", en: "Ik ben bekritiseerd in Israël omdat ik schrijf over de Joodse geschiedenis terwijl de Europese geschiedschrijving mijn specialiteit is. Maar een boek zoals dit had een historicus nodig die bekend is met de standaardconcepten van historisch onderzoek zoals die worden gebruikt door academici in de rest van de wereld."